# Verenigde Pinkster- en Evangeliegemeenten
De Verenigde Pinkster- en Evangeliegemeenten (VPE) zijn een Nederlands kerkgenootschap, behorend tot de pinksterbeweging.
De VPE is ontstaan uit een fusie tussen de Broederschap van Pinkstergemeenten en de Volle-Evangeliegemeenten Nederland. Deze fusie kreeg haar beslag op 16 februari 2002, waardoor de VPE de grootste kerk van deze christelijke stroming in Nederland werd.

Op internationaal vlak maakt de vereniging onderdeel uit van de World Assemblies of God Fellowship. In Nederland is zij aangesloten bij het Landelijk Platform van de Pinksterbeweging. Het kerkgenootschap heeft haar hoofdkantoor in Driebergen.
In 2017 waren er 133 kerkelijke gemeenten bij de VPE aangesloten met zo'n twintigduizend leden. Dat aantal lag een aantal jaren eerder op zo'n 26.000 leden en 180 aangesloten gemeenten.
De zendingstak heet VPE-zending. Deze afdeling komt voort uit de organisatie Opdracht tot Wereldzending. Tot 2010 had de VPE met Azusa theologische hogeschool een eigen ambtsopleiding. Daar kwam een einde aan na de fusie met de Christelijke Hogeschool Windesheim. De VPE legt veel nadruk op het stichten van nieuwe kerkelijke gemeenten, het opbouwen van bestaande kerkelijke gemeenten en de eenheid op het kerkelijk erf in Nederland. De discipelschapschool van de VPE Master's Commission Amsterdam Noord (MCAN) was sinds 2008 gevestigd in de Regenboogkerk in Amsterdam, maar stopte in 2015.
Meerdere gemeenten verlieten de VPE in 2014. De aanleiding was een discussie waarbij het bestuur van de VPE wilde dat het leiderschap van de organisatie ingericht werd op basis van de vijfvoudige bediening. De leer van de vijfvoudige bediening is gebaseerd op Efeze 4:11 waar gesproken wordt over de 'vijfvoudige bediening binnen de kerk. Er wordt daar gesproken over een bediening van apostel, profeet, evangelist, herder en leraar. Daarmee zou er meer macht komen te liggen bij het landelijk bestuur. Van oorsprong ligt binnen de VPE juist de zeggenschap bij de kerken (het congregationalistische model), met de Algemene Ledenvergadering als hoogste orgaan. Het VPE-bestuur stelde in 2016 voor dat Daniël Renger Peter Sleebos, die begin 2017 met pensioen ging, op zou volgen als voorzitter. Renger, die zelf voorstander is van het nieuwe bestuursmodel, kreeg echter te weinig steun van de leden. In februari 2017 werd in plaats van Renger Machiel Jonker gekozen als voorzitter.
De VPE sloot zich in april 2017 aan bij de Raad van Kerken als geassocieerd lid.